# Callicarpa pedunculata
Tử châu có cuống hoa (Callicarpa pedunculata) là một loài thực vật có hoa trong họ Hoa môi. Loài này được R.Br. mô tả khoa học đầu tiên năm 1810.